# Fissilité (géologie)

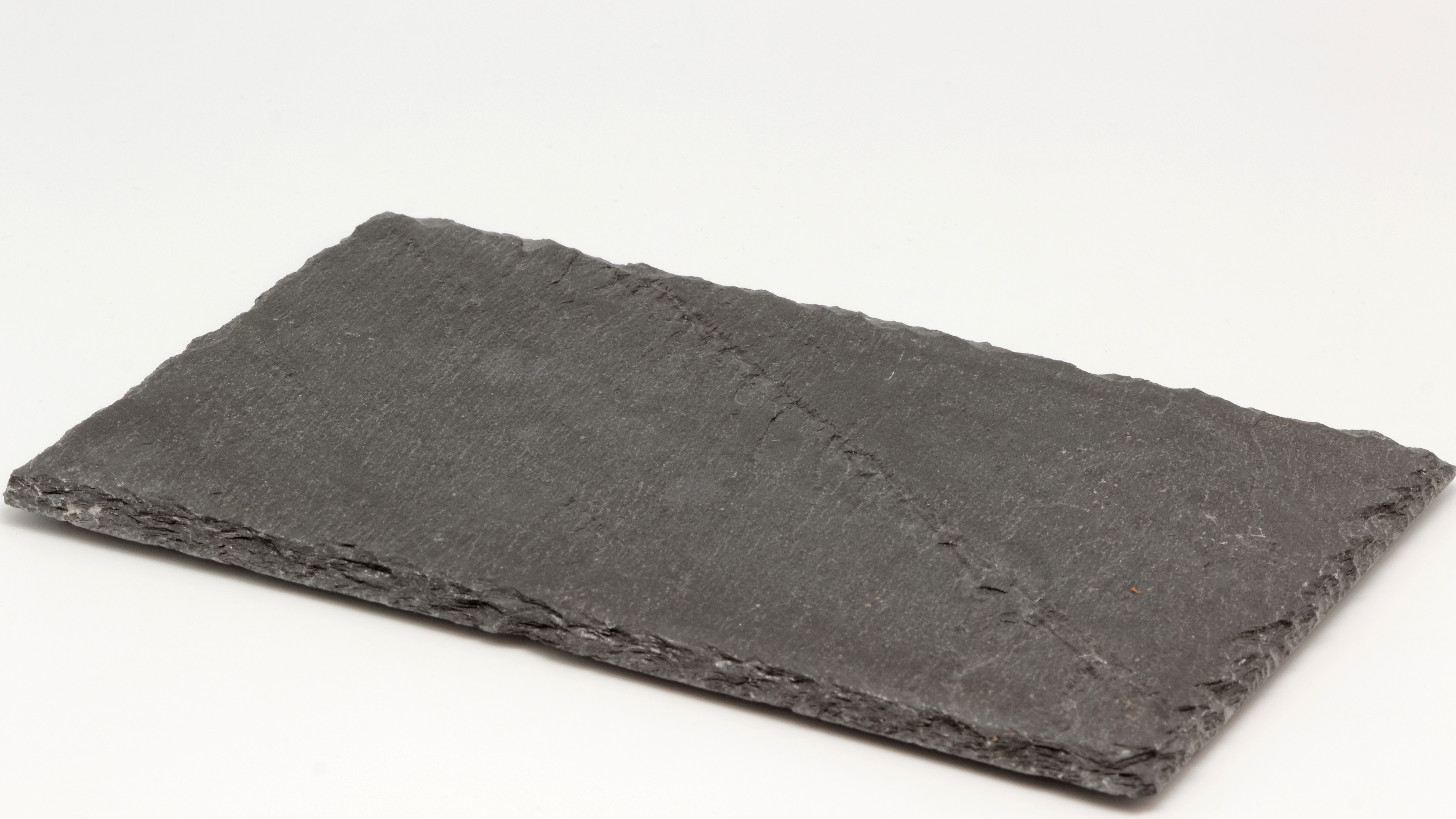
Ardoise affichant la fissilité

En géologie, la fissilité est la capacité ou la tendance d’une roche à se fendre en feuillets minces le long de plans de faiblesse.  La fissilité est le résultat de processus sédimentaires ou métamorphiques. Ces plans de faiblesse sont orientés parallèlement à la stratification des roches sédimentaires.
Des plans de faiblesse se développent dans les roches sédimentaires telles que les shales ou les mudstones par l'alignement des particules d'argile lors de la compaction (en). Des plans de faiblesse se développent dans les roches métamorphiques par la recristallisation et la croissance de minéraux micacés. La fissilité d'une roche peut être dégradée de nombreuses manières au cours du processus géologique, notamment par la floculation des particules d'argile suivant une fabrique aléatoire avant la compaction, la bioturbation pendant la compaction et l'altération pendant et après l'exhumation. L’effet de la bioturbation a été bien documenté dans les carottes de schiste échantillonnées : au-delà de profondeurs critiques variables où les organismes fouisseurs ne peuvent plus survivre, la fissilité des schistes devient plus omniprésente et mieux définie[pas clair].
La fissilité est utilisée par certains géologues comme la caractéristique déterminante qui discrimine l'argilite (n'ayant pas de fissilité) du schiste (étant fissile).